# Isolée
Pour plus de détails, voir Fiche technique et Distribution.
Isolée (October Gale) est un thriller canadien écrit et réalisé par Ruba Nadda, sorti en 2014.

## Synopsis
Retirée dans sa résidence secondaire sur une île isolée après la mort de son époux, une femme médecin, Helen Matthews, rencontre un individu blessé par balles qu'elle recueille chez elle, qui se dit traqué par le père de l'homme qu'il a accidentellement tué.

## Fiche technique
- Titre : Isolée
- Titre québécois : Orage d'automne
- Titre original : October Gale
- Réalisation et scénario : Ruba Nadda
- Montage : Wiebke von Carolsfeld
- Musique : Mischa Chillak
- Photographie : Jeremy Benning
- Sociétés de production : Foundry Films Inc., Killer Films, Pacific Northwest Pictures et Blue Ice Pictures
- Société de distribution : Killer Films
- Pays :  États-Unis
- Langue : anglais
- Format : couleur
- Genre : thriller
- Durée : 91 minutes
- Dates de sortie : 
  -  Canada : 11 septembre 2014 (Festival international du film de Toronto)
  -  France : 26 mars 2017 (VOD)

## Distribution
- Patricia Clarkson (VQ : Élise Bertrand) :  docteur Helen Matthews
- Scott Speedman (VQ : Nicolas Charbonneaux-Collombet) : William
- Tim Roth (VQ : Sébastien Dhavernas) : Tom
- Callum Keith Rennie(VQ : Michel M. Lapointe) : James Matthews
- Aidan Devine (VQ : Frédéric Desager) : Al Tessier
- Eric Murdoch : Henry
- Danielle Kind : Wait Staff